# Péonie
Cet article concerne la région antique. Pour le dème, voir Municipalité de Péonie.

L'emplacement des tribus péoniennes vers le

La Péonie (en grec ancien, Παιονία / Paionía) correspond à l'État des Péoniens, un peuple de l'Antiquité. Ses frontières sont mal connues, et on suppose qu'elle a d'abord fait partie de la Thrace avant de correspondre, à l'époque de la Grèce antique, à la vallée du Vardar et ses environs, proche du fleuve Strymon, non loin de l'Hellespont, mais distante de Troie.
Ramenée aux frontières nationales contemporaines, elle correspond donc à une région du nord de la Grèce, à la plus grande part de la Macédoine du Nord et à une petite partie de l'ouest de la Bulgarie. La Péonie est limitée au sud par le royaume de Macédoine qui correspond à la Macédoine grecque, au nord par la Dardanie, dans l'actuel Kosovo, à l'est par la Thrace et à l'ouest par l'Illyrie. Elle a donné son nom à la commune de Péonie, un dème de Grèce centrale.

## Tribus
Les Péoniens sont divisés à l'origine entre plusieurs tribus :

La Péonie et les tribus voisines.

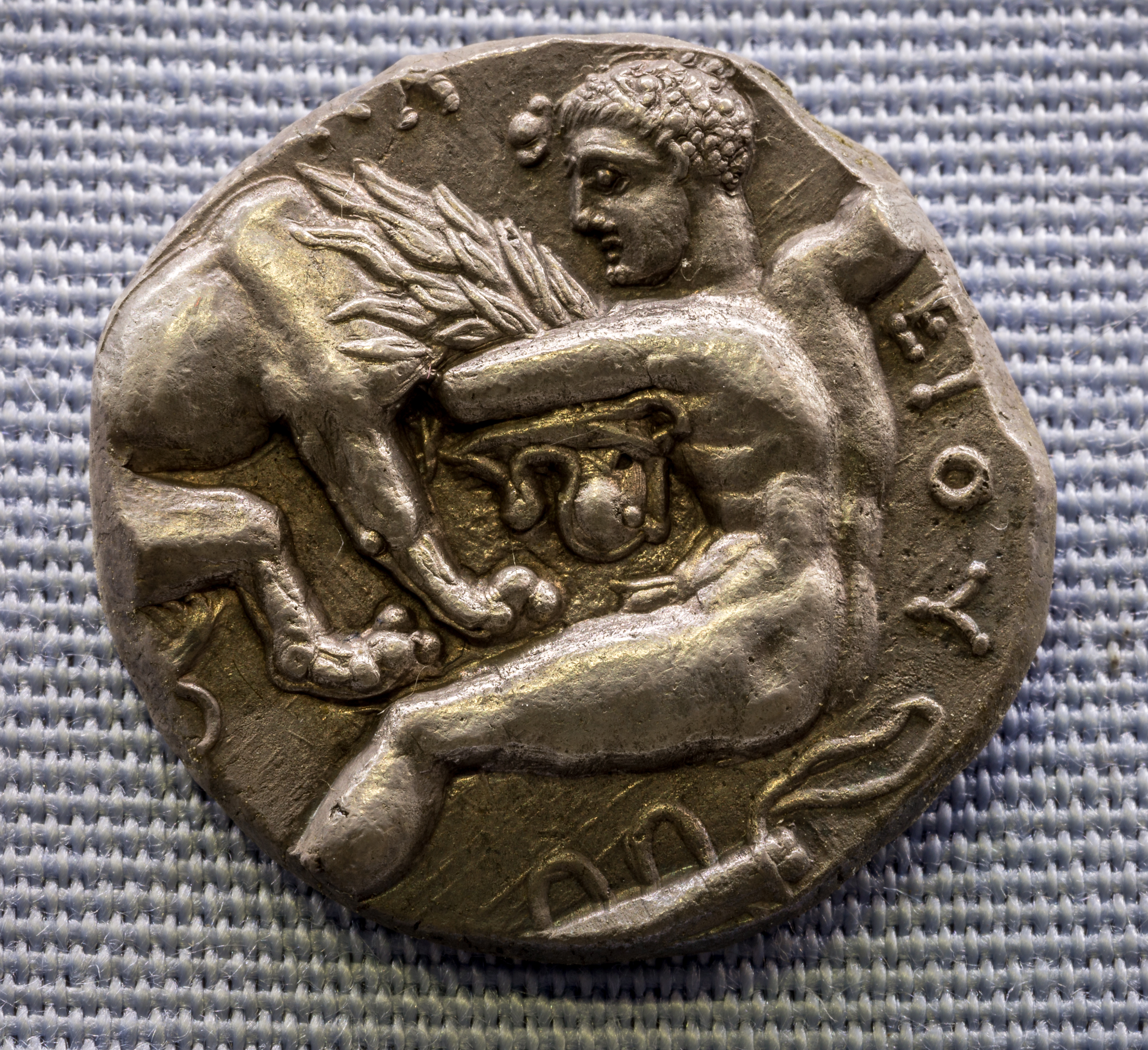
Pièce de monnaie de Lykkeios (Lycceius), roi de Paionia (359 – 335 av. J.-C.) – représentant Héraclès et le lion de Némée

- les Agrianes[4]
- les Almopiens[5]
- les Léaniens[4]
- les Derrones[6]
- les Odomantes[7]
- les Péoples[8]
- les Dobères[9]
- les Siropaiones[8]

## Histoire
Les Péoniens seraient soit d'origine thrace, soit d'origine thraco-illyrienne. Homère cite leur fleuve principal, l'Axios, ancien nom du Vardar, précision qui situe les Péoniens en Macédoine du Nord actuelle. Leur langue est probablement proche des langues illyriennes et thraces.
Selon Hérodote, ils seraient des colons de Troie et descendant de Teucros à l'époque du roi perse Darius, vers le VIe siècle av. J.-C. ou Ve siècle av. J.-C., quoi qu'il en soit bien après la guerre de Troie, et Homère parle dans l’Iliade de Péoniens luttant dans la vallée du Vardar aux côtés des Troiens, mais sans mentionner s'ils font partie du même peuple. Après avoir cité les deux chefs Péoniens Pyrechmès et Astéropée, Homère représente les troupes aussi habiles au tir à l'arc qu'en guerriers sur un char ou bien seulement montent-ils à cheval. Selon Diogène Laërce (Vies et doctrines de philosophes illustres, IX, 84), les Péoniens disposaient de leurs morts en les jetant dans les lacs.
Dans la mythologie, l'auteur douteux Darès de Phrygie dit que le roi de Troie, Priam, redressant sa ville après l'assaut d'Héraclès et la mort de son père Laomédon, fait appel à des soldats Péoniens chez qui il envoie son fils Hector dans l'intention de renforcer son armée. Il embarque ces hommes sur une flotte pour la Grèce pour y mener la guerre et se venger avant la guerre de Troie.
Au commencement, la capitale des rois de Péonie est Bylazora, ville mythique située à l'emplacement de l'actuelle Vélès ; par la suite, c'est Stobi qui devient la capitale. Constituée en royaume sur le modèle grec durant l'époque archaïque, la Péonie parvient à résister à l'expansion perse durant les guerres médiques, alors que d'autres peuples voisins (les Bottiéens, les Édones et les Pières) ont dû accepter la domination achéménide. La Péonie a été conquise par les Macédoniens sous le règne de Philippe II au milieu du IVe siècle av. J.-C. en étant annexée à la Haute-Macédoine. Des cavaliers et tirailleurs péoniens, dont les redoutables javeliniers agrianes, se sont illustrées dans l'armée d'Alexandre le Grand.